# Leo Elthon
Leo Elthon (* 9. Juni 1898 in Fertile, Worth County, Iowa; † 16. April 1967 ebenda) war ein US-amerikanischer Politiker (Republikanische Partei) und von 1954 bis 1955 der 32. Gouverneur des Bundesstaates Iowa.

## Frühe Jahre
Elthon besuchte das Augsburg Seminary, das Iowa State Teacher College und das Hamilton College. Danach begann er eine Laufbahn im Schuldienst, zunächst als Lehrer und dann in der Verwaltung.

## Politische Laufbahn
Zwischen 1932 und 1953 war Elthon Mitglied des Senats von Iowa, von 1953 bis 1957 war er Vizegouverneur seines Staates. Nach dem plötzlichen Unfalltod von Gouverneur William S. Beardsley am 21. November 1954 musste Elthon als dessen Stellvertreter die verbleibende Amtszeit des Gouverneurs bis zum 13. Januar 1955 beenden. In dieser kurzen Zeit konnte er keine eigenen politischen Akzente setzen. Nachdem er das Amt des Gouverneurs im Januar 1955 an Leo Hoegh übergeben hatte, wurde er wieder Vizegouverneur. Dieses Amt behielt er bis 1957. Zwischen 1958 und 1963 war Elthon Bürgermeister von Fertile. Zum Ende seiner politischen Karriere war er von 1963 bis 1965 nochmals Mitglied im Senat von Iowa.

## Persönliches
Leo Elthon starb im April 1967 in seiner Heimatstadt Fertile und wurde auf dem dortigen Friedhof beigesetzt. Mit seiner Frau Synneva Hjelmeland hatte er vier Kinder.